# Amt Eving
| Amt in Preußen     | Amt in Preußen                         |
| ------------------ | -------------------------------------- |
| Name               | Eving (1905–1914) Brambauer(1914–1928) |
| Bestandszeitraum   | 1905–1928                              |
| Provinz            | Westfalen                              |
| Regierungsbezirk   | Arnsberg                               |
| Landkreis          | Dortmund                               |
| Fläche             | 36,26 km² (1910)                       |
| Einwohner          | 27.024 (1910)                          |
| Bevölkerungsdichte | 745 Einw./km² (1910)                   |
| Gemeinden          | 7 (1905–1914) 3 (1914–1928)            |

Das Amt Eving war von 1905 bis 1914 ein Amt im Landkreis Dortmund in der preußischen Provinz Westfalen. Nach dem Ausscheiden der namensgebenden Gemeinde Eving bestand es als Amt Brambauer bis 1928 fort.

## Geschichte
Am 1. April 1905 wurde im Landkreis Dortmund das Amt Lünen in die beiden neuen Ämter Kirchderne und Eving aufgespalten. 
Das Amt umfasste zunächst sieben Gemeinden:
- Brambauer
- Brechten
- Eving
- Holthausen bei Brechten
- Kemminghausen
- Lindenhorst
- Lippholthausen

Am 10. Juni 1914 schieden Eving, Kemminghausen und Lindenhorst aus dem Amt aus und wurden in die Stadt Dortmund eingemeindet. Das Restamt wurde in Amt Brambauer umbenannt. Am 1. Juli 1914 schied auch Lippholthausen aus dem Amt aus und wurde in die Stadt Lünen eingemeindet.
Am 1. April 1928 wurden der Landkreis Dortmund und das Amt Brambauer durch das Gesetz über die weitere Neuregelung der kommunalen Grenzen im westfälischen Industriebezirk aufgelöst. Brambauer wurde nach Lünen eingemeindet, Brechten und Holthausen bei Brechten fielen an Dortmund.

## Einwohnerentwicklung
| Jahr | Einwohner | Quelle |
| ---- | --------- | ------ |
| 1905 | 22.378    | [ 2 ]  |
| 1910 | 27.024    | [ 3 ]  |